# Gigantismo
Il gigantismo è una condizione clinica caratterizzata da un eccessivo accrescimento somatico delle strutture anatomiche del corpo. È chiamata anche macrosomia.

## Eziologia
Il gigantismo è causato da un'eccessiva esposizione dell'organismo all'ormone somatotropo, meglio noto come ormone della crescita, che si verifica durante l'età pre-puberale. Un malato di gigantismo nell'età adulta può raggiungere una statura maggiore o uguale di 200 cm (Classificazione Rudolf Martin - Karl Saller) mantenendo però corrette le proporzioni corporee, a differenza dell'acromegalia, in cui l'ipersecrezione dell'ormone della crescita inizia dopo l'età puberale, e le proporzioni non sono più rispettate.
La crescita staturale di un individuo è infatti permessa dalla presenza di piccole regioni, dette placche epifisarie, interposte tra l'epifisi e la diafisi delle ossa lunghe. Questi nuclei di accrescimento osseo producono cellule in grado di dividersi continuamente e sintetizzare nuovo tessuto cartilagineo, che viene poi ossificato a poco a poco. La saldatura delle placche epifisarie, che normalmente avviene intorno al 18º-20º anno di età, sancisce il definitivo arresto della crescita in altezza.

## Diagnosi differenziale
Dal momento che questo processo è dovuto al cronico aumento della quota circolante di ormoni sessuali, in particolare di estrogeni, non sorprende che alcune forme di gigantismo siano tipiche della pubertà ritardata; si parla, in questi casi, di "gigantismo eunucoide", caratterizzato da un aumento sproporzionato in lunghezza degli arti inferiori rispetto a quelli superiori.
La pubertà precoce, al contrario, si accompagna ad un rapido accrescimento pre-termine, che si arresta tuttavia in maniera altrettanto rapida portando a deficit staturali in età adulta. Disturbi della pubertà sono abbastanza comuni anche nel gigantismo ipofisario.
Un'altra forma, detta "gigantismo cerebrale", è associata alla cosiddetta sindrome di Sotos, in cui i livelli di GH circolanti sono normali; i bambini che ne sono affetti manifestano un eccessivo accrescimento corporeo durante i primi due o tre anni di vita, con notevole aumento della circonferenza cranica e sviluppo psicomotorio ritardato.
Eccessi staturali si hanno anche nella sindrome di Marfan, una malattia genetica che colpisce il tessuto connettivo, ed in quella di Klinefelter, in cui l'alta statura è associata ad ipogonadismo, ginecomastia e scarso sviluppo pilifero.

## Clinica
Il quadro clinico generale è sovrapponibile a quello che si riscontra nell'acromegalia, se si eccettua la statura che solitamente, nel caso del gigantismo, eccede di molto la norma.

## Nella cultura di massa
Su Netflix è stato pubblicato il film Handia che tratta della storia di Mikel Jokin Eleizegi Arteaga, meglio conosciuto come il gigante di Altzo, in Gipuzkoa, nei paesi Baschi.